# 步鲁合答
步鲁合答，也作博啰哈达，元朝将领，蒙古汪古部人，车里之子，按竺迩之孙，曾参与元军攻占四川、云南等地的战争。

## 生平
步鲁合答的祖父按竺迩为窝阔台时期的将领，曾任征行大元帅，该职后被步鲁合答父亲车里承袭。步鲁合答最初一直随父征战，元世祖至元二年（1265年），因为车里年老患病，阿只吉命令步鲁合答代其父领军。至元八年（1271年），步鲁合答被任命为管军千户，佩金符。南宋将领昝万寿进攻成都，四川佥省严忠范派步鲁合答率七百士兵在沙坎抵御宋军。战斗过程中，步鲁合答的右颊被流矢击中，步鲁合答拔出中箭，愈战愈勇，最终战胜宋军。至元十一年（1274年），枢密副使西川行枢密院事汪良臣围攻嘉定（今四川乐山），步鲁合答则率众配合攻占九顶山，最终迫使嘉定投降。后在元军进攻重庆时，西川行院忻都派步鲁合答追击突围后逃至铜锣坎的宋军，步鲁合答追宋军至广羊坝，斩首二百级。因瀘州叛元，步鲁合答率军返回讨伐，在进攻寶子寨之时，一年多都没有攻占，后制作云梯先登，将其攻破，并进行大肆屠杀。至元十六年（1279年），重庆降元，元朝占领四川，步鲁合答凭战功被授为武略将军、征行元帅。
至元二十一年（1284年），步鲁合答统蒙古探马赤军千人随军入侵金齿，获胜。云南都元帅忙古带率军入侵罗必甸，步鲁合答率游兵为前锋，路遇江水暴溢，步鲁合答率众泅水渡江，在距离罗必甸城三百步处扎营，七天之后其他部队才赶到会合。进攻时，步鲁合答先登，占领罗必甸城，大肆屠杀。后步鲁合答参加元朝对八百媳妇国的入侵，率军至八百媳妇国酋长所在的车厘后，宗王阔阔命其率三百游骑前往招降，招降失败后步鲁合答率军攻破车厘北门，占领该寨。因功被授以怀远大将军、云南万户府达鲁花赤。
步鲁合答去世后，其子忙古不花承袭管军千户职。

## 备注
1. ↑  一说蒙古弘吉剌氏

## 延伸阅读
[在维基数据编辑]
 《元史/卷132》，出自宋濂《元史》
 《新元史/卷149》，出自柯劭忞《新元史》